# Odkolkové z Újezdce
Odkolkové z Újezdce, starším pravopisem z Oujezdce (Odkolek von Augezdetz), někdy i Odkolkové z Újezda (Odkolek von Augezt, Augezd) byli český vladycký rod doložený od 14. století.
Rod se psal po Újezdci u Mladé Boleslavi, jeho členové byli v 16. století doloženi jako drobní pozemkoví vlastníci statků v severních a středních Čechách, zmíněni byli i na Moravě a ve Slezsku. Česká větev rodu vymřela na začátku 19. století, tzv. rakouská větev žila ještě v druhé polovině 19. století. Podle rodinné tradice roudnických měšťanů Odkolků měli tito pocházet od jednoho z členů české větve, který měl podle rodinné dohody přestal užívat odznaky šlechtictví kvůli nerovnorodému sňatku.

## Historie
Dle rodinné tradice měl být prvním předkem rodu Jiří z Újezdce, který měl být pasován rytířem od Přemysla Otakara I. Prvním doloženým předkem dle Sedláčka je však Mikuláš, který v roce 1398 vlastnil Násedlnice. Dále Sedláček zmiňuje další členy rodu, kteří začátkem 15. století vlastnili Újezdec, Husí Lhotu a Vlkavu.
Pak jsou členové rodu zmiňování až v 16. století., od konce téhož století i na Moravě (mj. Temenice). V roce 1544 prodali tvrz Újezdec, podle které se označovali. Od konce 17. století se rod dělí na českou a rakouskou větev.

## Erb
Původně na štítu ve zlatém poli půl kozorožce. Tato varianta potvrzená pozdějším polepšením z roku 1680 je považována za autentickou, existuje ale více variant, v jednom Dírenském erbovníku je hlavní figurou půl kozla, v modrém poli a figura stříbrná. Po polepšení roku 1680: čtvrcený štít dostal do 1. a 4. pole starý erb, do 2. a 3. zlatý pruh příčný v černém a do prostředku štítu zeleného draka, jako odkaz na prabábu Viléma Jindřicha Dorotu z Vartemberka. Stočený zelený drak byla důležitá část erbu Vartenberků, původně odznak Dračího řádu, který ale u Vartenberků získal charakter stálé figury. Nad štítem měl dvě helmice, na pravé křídlo svrchu zlaté, odspodu černé, na levé brněnou ruku s mečem.

## Větve rodu

### Česká větev
Prvním příslušníkem větve byl Vilém Jindřich Odkolek († 1681), který koupil Mžany a především panství Barchov, byl regentem liechtensteinských panství, později královským radou a soudcem komorního soudu, a nakonec vrchním nad královskými statky. V Praze vlastnil pozdější MacNevenův palác. Za něho byl rod povýšen do stavu svobodných pánů roku 1680 a polepšen erb. Měl sedm synů, nejvýznamnějším byl asi Vilém František († 1692), který byl hejtmanem jihlavského kraje a roku 1683 královským radou. Větev vymřela na začátku 19. století.

### Rakouská větev

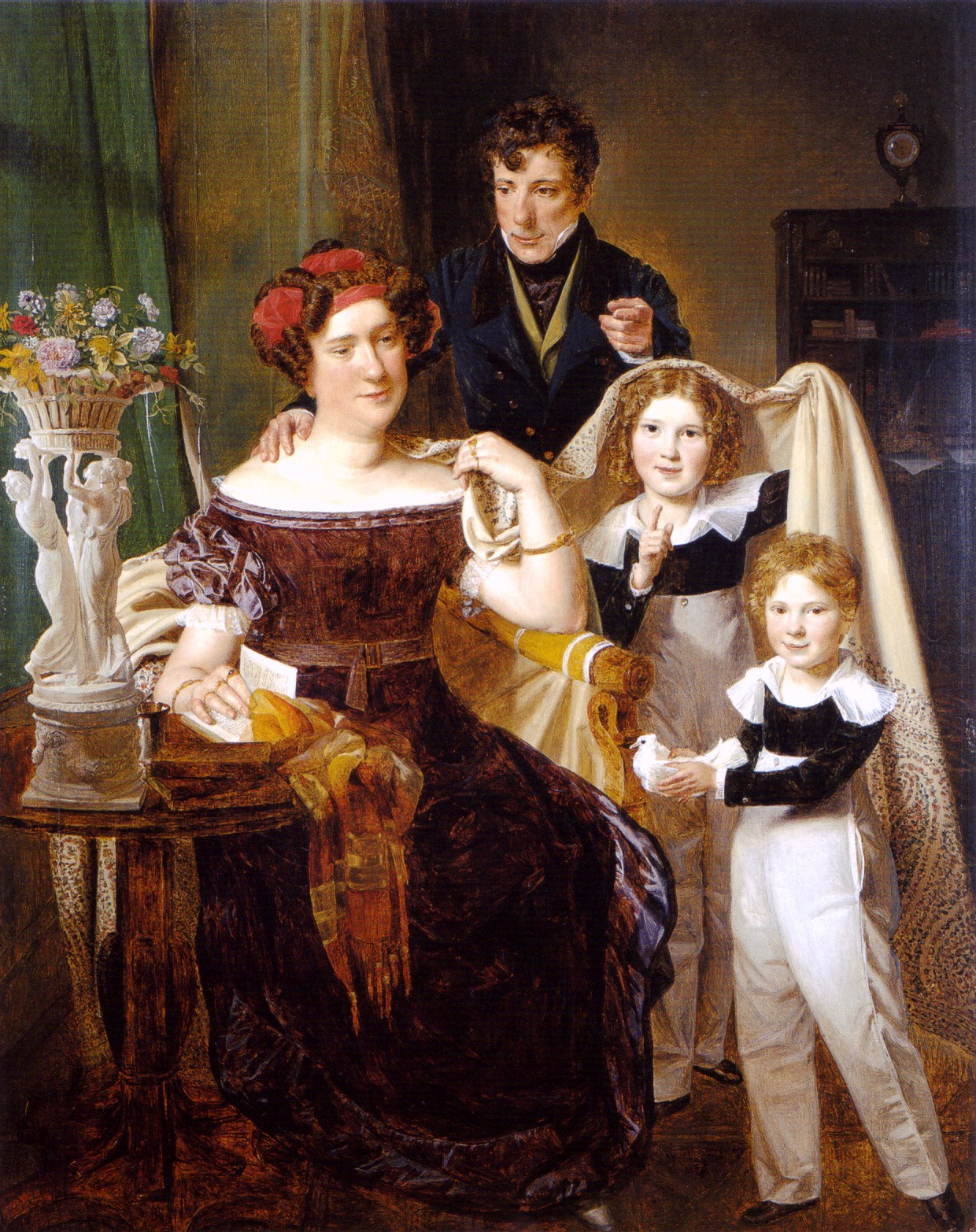
Albert Josef Odkolek (1788-1857) s manželkou Karolínou z rakouské větve rodu a syny Josefem Karlem a Albertem Ferdinandem

Rakouští Odkolkové z Újezda (užívali většinou tuto formu, v němčině Freiherr Odkolek von Augezt a svůj titul odvozovali od privilegia získaného Vilémem Jindřichem roku 1680) pocházeli od bratra Viléma Jindřicha Jana Buriana. Měl jediného syna Karla Lva, který zemřel 1707 v Brně. Mezi syny Karla Lva patřil voják Karel Josef († 1740). Jeho syn Josef Wolfgang pokračoval ve vojenské kariéře, dosáhl hodnosti nejvyššího vachtmistra (Oberstwachtmeister, odpovídá přibližně majorovi) a padl roku 1789 u Bělehradu. Jeho synové byli: 1. Josef (* okolo roku 1770 v Sibiu – 1809?), stal se roku 1787 praporčíkem, roku 1805 hejtmanem, roku 1809 nejvyšším vachtmistrem a padl (1809?) u Řezna. 2. Antonín Ludvík (* okolo 1775 – 1811) působil ve státní službě, byl v roce 1808 koncipistou u dvorské kanceláře a od roku 1809 sekretářem u gubernia ve Štýrském Hradci. 3. Albert Josef (1784–1857) absolvoval Tereziánskou akademii, byl koncipistou u vlády dolnorakouské, pak krajským komisařem v Somboru. Roku 1812 usadil se ve Vídni, měl dům na Singerstrasse 888. S manželkou Karolínou, rozenou Pergerovou (1795-1837), měl dva syny: Josefa Karla Alberta Leopolda (1818–1862), jenž byl sekretářem stavovského výboru ve Vídni, a Alberta Ferdinanda (* 1814). Josef měl ze dvou manželství jediného syna Augusta (* 1856), který je posledním zmiňovaným členem (jím snad větev vymřela).

### Roudničtí Odkolkové
V literatuře bývá někdy zmiňována příslušnost měšťanské rodiny doložené v Roudnici nad Labem od Antonína Kryštofa Odkolka. Antonín Kryštof měl být nejmladším synem Ferdinanda († 1680). Ferdinand si vzal dceru poddaného, což v důsledku vedlo k uzavření rodinné smlouvy, podle které Ferdinand dostal prostředky na zakoupení majetku v Mlázovicích, ale on ani jeho potomci neměli nadále užívat šlechtický titul. Z této rodiny pocházel mlynář a pekař František Odkolek v Praze, mlynář Josef Odkolek (1850–1933) v Pardubicích. August Sedláček dokonce bez podrobností uvádí, že Josef František Odkolek, starší bratr pekaře Františka Odkolka, „vymohl si uznání svého hesla a starožitného rodu“ a skutečně jeho syn, konstruktér zbraní Adolf Odkolek, sám šlechtický titul užíval (Odkolek von Augezd), jinak však Sedláček nepublikoval konkrétní příbuzenské vztahy mezi generacemi Antonína Kryštofa a pekaře Františka Odkolka.
Ačkoliv zmíněnou tradici přijímal August Sedláček v Ottově slovníku naučném a nověji ji připouští i Petr Mašek, o oprávněnosti existují pochyby, objevují se v genealogické práci Jana Dobřenského. Pokud šlechtický rod pozbyl svoje šlechtictví podobným způsobem, jakým se to mělo stát u Odkolků, mohla rodina žádat o obnovení šlechtictví (renobilitace). Nebylo zveřejněno, na základě jakého právního titulu začal užívat Josef František Odkolek titul, pouze v případě Odkolků zmiňuje Jan Županič jeden renobilitační případ, kdy člen rodiny, litoměřický lékárník Karl Odkolek, podal v roce 1889 žádost na c. k. ministerstvo vnitra o potvrzení šlechtického stavu právě s odkazem na odvozovaný původ od Ferdinanda Odkolka. Ministerstvo se žádostí zabývalo, pojalo značné pochybnosti o původu žadatele a vyjádřilo se, že „šlechtický původ Karla Odkolka podle jím předložených důkazů nebylo možné vyloučit, ale ani jednoznačně prokázat“. Požádalo proto ještě o vyjádření české místodržitelství, které „zdůraznilo, že je nezbytné, aby průkazné materiály předložil sám. Protože tak neučinil, odložil šlechtický odbor 18. dubna 1890 jeho žádost ad acta“. Karl Odkolek tedy nesměl titul užívat.